# Bertina Lopes
Pour les articles homonymes, voir Lopes.
Bertina Lopes, aussi connue de son surnom Mama B (Lourenço Marques, 1924 – Rome, 2012), est une peintre et sculptrice mozambicaine.
Exilée en Italie en 1964, elle y effectue la plus grande partie de sa carrière. Son œuvre est fortement marqué par la critique sociale et un fort nationalisme mozambicain, comme beaucoup des artistes de sa génération. Elle est l'une des influences majeures des peintres mozambicains du XXe siècle.

## Biographie

### Jeunesse et formation
Bertina Lopes naît le 11 juillet 1924 à Lourenço Marques (l'actuelle Maputo, capitale du Mozambique). Sa mère appartient à une famille locale distinguée et son père est un colon portugais,. Bien que recevant une éducation stricte, ses parents stimulent ses prédispositions pour les activités artistiques.
Elle étudie dans sa ville natale jusqu'au lycée puis part à Lisbonne étudier la peinture et le dessin avec Lino António (en) et Celestino Alves,. Entre 1945 et 1949, elle étudie la lithographie et la peinture décorative à l'Escola Secundária Artística António Arroio (en), où elle est diplômée, ce qui lui permet d'enseigner à son tour. Elle étudie également la peinture à l'École supérieure des Beaux-arts de Lisbonne (pt) et rencontre lors de ses études les peintres Carlos Botelho, António Costa Pinheiro, Júlio Pomar et Marcelino Vespeira ainsi que l'intellectuel Nuno de Sampayo (pt),.
Bertina Lopes est fortement influencée par la peinture d'avant-garde du modernisme portugais, en particulier les expositions d'art d'importants peintres occidentaux et de graffeurs d'Amérique du Sud organisées par la Société nationale des Beaux-arts (pt) (1946-1956).
Cette époque est marquée par les entraves à la liberté d'expression du régime d'António de Oliveira Salazar, en particulier dans l'Arte Negra (art noir). Lopes rejoint les cercles antifascistes inspirés des idéaux marxistes et libéraux ; rencontrant plusieurs responsables politiques de l'opposition clandestine, elle développe un « fort sentiment de liberté et de démocratie », mais la PIDE, la police politique du régime, la maintient sous un contrôle strict.

### Retour au Mozambique
Bertina Lopes rentre au Mozambique en 1953, où elle devient professeure de « dessin artistique » à l'École technique pour filles General Machado et au siège de l'Association africaine pendant neuf ans. Bien qu'elle soit apprécie, sa façon dissidente d'enseigner lui cause quelques conflits,.
Lopes s'intéresse aussi à la poésie mozambicaine, en particulier Noémia de Sousa et José Craveirinha. Elle épouse Virgílio de Lemos, journaliste et l'un des plus importants poètes du pays, avec qui elle a deux jumeaux en 1955,. Lemos publie un poème anticolonialiste, Poemas dos tempo presente sous l'hétéronyme Duarte Galvão, qui lui vaut un procès pour profanation du drapeau portugais en 1954 ; il rejoint dans la foulée la résistance mozambicaine jusqu'en 1961, pour être arrêté par la PIDE pour « subversion » et collaboration avec des groupes clandestins qui se sont battus pour l'indépendance du Mozambique,. Ainsi, son mari et ses amis renforcent ses convictions politiques, et durant ces années au Mozambique, Bertina Lopes s'implique politiquement contre l'occupation coloniale portugaise : elle rencontre des figures importantes de la lutte indépendantiste telles qu'Eduardo Mondlane, qui a co-fondé et dirigé le Front de libération du Mozambique (FRELIMO), et Samora Machel, futur président de la République mozambicaine.
En 1956, elle réalise une peinture murale dans le pavillon d'Évocation historique de l'Exposição de Actividades Sociais, Culturais et Economicas, à l'occasion de la visite au Mozambique du président de la République portugaise, Craveiro Lopes. Après être nommée présidente de la Section des arts plastiques du Nùcleo de Arte, une coopérative d'artistes créée en 1948 et qui a toujours un rôle primordial dans la création artistique locale, Lopes en devient la vice-présidente en 1960,.

### Exil, puis vie à Rome
En 1961, Bertina Lopes s'exile au Portugal sous la répression du colonialisme impulsé par le premier ministre portugais Salazar, tandis que Virgílio de Lemos s'exile lui à Paris en 1963 et reste en France jusqu'à la fin de savie. Elle obtient une bourse de la fondation Calouste-Gulbenkian en 1962 pour étudier la céramique avec le peintre et cartonnier pour tapisserie Querubim Lapa (pt) qui lui permet d'y vivre et de peindre. En raison du régime dictatorial en vigueur, Bertina Lopes décide de ne pas retourner au Mozambique et obtient une nouvelle bourse de la même fondation pour approfondir ses connaissances à Rome, où elle s'installe définitivement en 1964. Elle se marie un an plus tard avec Francesco Congaloni, amateur d'art et de musique, et obtient la nationalité italienne,. Dans des entretiens qu'elle donne dans les années 1980, Bertina Lopes fait part de son manque du pays.
Sa vie artistique à Rome est très active et elle fait notamment la connaissance des sculpteurs Marino Marini, Emilio Greco et Lorenzo Guerrini, du peintre anti-fasciste Renato Guttuso, avec qui elle a une relation compliquée, et des peintres Marcello Avenali et Franco Gentilini,. Elle expose pour la première fois à Rome à la fin des années 1960 puis expose dans plusieurs pays comme en Angola, Cabo Verde, Luxembourg, Espagne et au Mozambique.
À partir de 1973, Lopes séjourne un temps aux États-Unis pour y découvrir d'autres avant-gardes et post-avant-gardes. Elle est influencée par la peinture post-cubiste de Georges Braque, la linéarité syncopée d'Henri Matisse et l'art de Pablo Picasso, qu'elle admire profondément et qu'elle rencontre à Madrid. En résulte un tableau en hommage au peintre espagnol intitulé Omaggio per la morte di Picasso (Hommage à la mort de Picasso), délibérément basé sur le style de Guernica, en renforçant le sentiment de détresse, de claustrophobie et de tragédie.
Bien qu'éloignée du Mozambique, Bertina Lopes garde de forts liens avec sa famille restée au pays et suit de près les événements : advient la révolution des Œillets (1974) qui débouche sur la restauration de la démocratie au Portugal ; l'année suivante, le Mozambique acquiert son indépendance ; mais tandis que de très nombreux Afro-portugais quittent les colonies, la guerre civile éclate et dure près de trente ans. La peinture de Lopes est ainsi profondément influencée par ces événements.
Au début des années 1980, Bertina Lopes commence à sculpter une série de bronzes, qui ont une forme de totem et représentent une métaphore visuelle de la violence.
En 1981, Lopes réalise des papiers peints pour l’usine Fortunato Silvério (Porto). Les honneurs se succèdent à Rome et à l'international : la même année elle est invitée à participer aux célébrations du 6e anniversaire de l’indépendance du Mozambique et le ministre irakien de la Culture l'invite à exposer ses œuvres au Musée national d'art moderne de Bagdad ; l'année suivante, le Musée national d'art du Mozambique, co-fondé par Malangatana Ngwenya, organise une importante exposition sur son art peint et une rétrospective est organisée au palais de Venise à Rome en 1986.
Bertina Lopes lutte longuement pour que la paix revienne au Mozambique, en servant de médiateur auprès de l'ONU et du gouvernement italien, aboutissant ainsi au traité de Rome en 1992 et à la fin de la guerre civile. En 1993, Bertina Lopes est nommée Commandeur des Arts par le président portugais Mario Soares et devient la même année conseillère culturelle à l'ambassade du Mozambique en Italie. En 1998, elle rencontre Nelson Mandela par l'intermédiaire de la veuve de Samora Machel.

### Disparition
Bertina Lopes fait sa dernière apparition publique en 2011 à l'occasion de la Biennale de Venise.
Elle meurt le 10 février 2012 à Rome, à l'âge de 86 ans. Le président de la République du Mozambique Armando Guebuza lui rend hommage lors d'un discours funèbre à Maputo en la décrivant comme une « femme humble, créative, combative et généreuse, qui s'est toujours attachée à surpasser ses réussites ».

## Œuvre

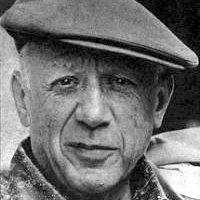
Pablo Picasso, que Lopes a beaucoup admiré.

Pendant ses années au Portugal, les œuvres de Lopes se caractérisent par une « forte sensibilité ethnique », basant ses sujets sur des contes africains ou des poèmes de José Craveirinha. Elle s'inspire aussi des événements politiques et sociaux de cette période. Pendant les années de son exil volontaire, ces sujets représentaient de nouvelles mythologies expressives et un cri d’opposition et d’action en faveur de l’indépendance. Elle est très influencée par les avant-gardes européennes et utilise les traits du déconstructivisme post-cubiste dans ses compositions très colorées.
À Rome, Bertina Lopes accentue la « profondeur expressive de sa figuration ». Elle a intitulé La mia radice antica (Mon ancienne racine) un ensemble d’œuvres qu’elle a réalisées dans les années 1970 et 1980 et qui témoignent du « caractère réflexif et nostalgique de son regard personnel sur le passé » caractérisant sa peinture à cette époque.
À la fin des années 1980 et au début des années 1990, Bertina Lopes utilise la thématique de l'espace, en reconstituant une « réalité cosmogonique personnelle et colorée, caractérisée par des intersections astrales, des articulations et des rencontres planétaires », ainsi que par une série de motifs dans lesquels ses racines africaines sont encore évidentes. Elle prend ainsi ses distances avec l'idée sociale de la vie quotidienne et s'associe aux nouvelles théories de la fin du millénaire.
Entre la fin des années 1990 et le début du XXIe siècle, Lopes se concentre davantage sur les couleurs au détriment du trait et des coups de pinceau, et utilise des matériaux industriels. Elle conserve une certaine violence dans ses compositions, composées de coulées de couleurs guidées, et inclut des taches psychédéliques et kaléidoscopiques. Une série (2000-2002) résulte de cette recherche, marquée par un rythme de couleur, où l'influence du jazz refait surface après l'avoir déjà abordé au début des années 1990, quand elle avait pris connaissance des théories de Vassily Kandinsky sur la couleur spirituelle et musicale.
Bertina Lopes est la peintre qui a marqué la génération de Malangatana par sa peinture de thèmes sociaux et politiques et est une « référence obligatoire de ces premières années et continue de l’être pour plusieurs artistes des générations plus jeunes. »

### Conservation
- Musée national d'art du Mozambique, Maputo, Mozambique[14]
- Musée national d'art moderne, Bagdad, Irak[2]
- Musée national d'art moderne, Jeddah, Arabie Saoudite[2]
- Musée Calouste-Gulbenkian, Lisbonne, Portugal[1]
- Archives centrales de l'État, Rome, Italie[2]
- Siège de l'Organisation des Nations unies pour l'alimentation et l'agriculture, Rome, Italie[2]

### Expositions notables et rétrospectives

#### Individuelles
- Musée national d'art du Mozambique, Maputo, 1982[3]
- Palais de Venise, Rome, 1986[3]
- Rétrospective de son œuvre à l'occasion du 10e anniversaire de la signature des accords de paix avec le Mozambique, palais de la Chancellerie, Rome, 2002 : Bertina Lopes se voit décerner la Plaque d'argent par le président de la République italienne[3]
- Rétrospective organisée par le Ministère du Patrimoine et des Activités culturelles, Musée de la ville de Rimini et aux Archives centrales de l'État, Rome, 2006[15]

#### Collectives
- Peinture murale dans le pavillon d'Évocation historique de l'Exposição de Actividades Sociais, Culturais et Economicas, à l'occasion de la visite au Mozambique du président de la République portugaise, Craveiro Lopes, 1956[3]
- Sommet mondial de l'alimentation, Rome, Organisation des Nations unies pour l'alimentation et l'agriculture, 1996[3]

## Prix et reconnaissance
Bertina Lopes a reçu de nombreux prix « en reconnaissance de son intégrité artistique, son humanitarisme et le fort ancrage de sa culture africaine — et particulièrement mozambicaine, », dont les plus notables sont :
- Premier prix de Peinture internationale du Centre International des arts et cultures de la Méditerranée, 1975[10],[16]
- Grand Prix d'Honneur des Critiques d'art de l'Union européenne, 1988[3],[10]
- Prix Rachel Carson Memorial Foundation à New York, 1991[3],[16]
- Prix international d'art « La Piejade » à Rome en 1992[16]
- Commandeur des Arts par le président portugais Mario Soares à Lisbonne, 1993[2]
- Messager de la Paix UNIPAX, à Rome, 1996[2]
- Prix international d'Art et solidarité dans l'Arche, Florence, 1998[2]
- Plaque d'argent décernée par le président italien Carlo Azeglio Ciampi, Rome, 2002[2]